# Vilém ze Schaumburg-Lippe
Princ Vilém kníže[zdroj?] ze Schaumburg-Lippe (12. prosince 1834 Bückeburg – 4. dubna 1906 Náchod[zdroj?]) byl šlechtic z náchodské větve říšského rodu Schaumburg-Lippe, mladší bratr knížete Adolfa I. ze Schaumburg-Lippe.

## Život
Vilém se narodil 12. prosince 1834 jako mladší syn knížete Jiřího Viléma ze Schaumburg-Lippe a kněžny Idy, princezny z Waldecku a Pyrmontu. Jelikož knížecí rodina nebyla na rozdíl od většiny ostatních vládnoucích rodů přísně svázána protokolem a přísnou etiketou, lze označit jeho dětství za šťastné. Již v mládí několikrát navštívil Náchod a Ratibořice, tedy majetky, které později zdědil. Především zámek v Ratibořicích a přilehlé údolí (dnes známo jako Babiččino) Úpy jej okouzlilo.
V roce 1859 narukoval k armádě a zúčastnil se tažení v Itálii, včetně porážky v bitvě u Solferina. První ze zlomů v jeho životě přišel 21. listopadu 1860. Tehdy zemřel jeho otec a Vilém, a jako druhorozený syn, zdědil východočeská panství Náchod a Chvalkovice. Okamžitě se pustil do změn na panstvích. Provedl reorganizaci správy, nechal vystavět řadu silnic a železničních tratí. V této době se ukázal být finančně výhodný obchod s vlnou, takže došlo k rozšíření chovu ovcí. Dne 30. května 1862 se oženil s princeznou Bathildis Amalgunde z Anhaltu. V říjnu 1865 se manželům narodil první potomek, syn František Josef.
Druhým zlomem ve Vilémově životě byl rok 1866. Tehdy se rozpoutala prusko-rakouská válka mezi Pruskem a Rakouskem, která se nevyhnula ani Náchodsku. Vilém musel znovu narukovat a bojů se zúčastnil ve III. armádním sboru vedeném arcivévodou Arnoštem. Bathildis raději odcestovala z Rakouska a pobývala u svých prarodičů v Kodani. Dne 26. června byl Náchod obsazen pruským V. armádním sborem pod vedením generála Steinmetze a v následujících dnech se na panství odehrály tři bitvy – u Náchoda (27. června), u České Skalice (28. června) a u Svinišťan (29. června). Teprve po bitvě u Hradce Králové (3. července) a následně uzavřeném míru mohly být sečteny škody, které celkově dosáhly na sumu 104 709 zlatých. Po dobu bojů sloužil náchodský zámek jako vojenských lazaret, kterým prošla více než tisícovka vojáků obou soupeřících táborů.
Hned po ukončení války se Vilém pustil do renovování panství. Díky zdokonalení zavlažování polí a luk se na panství dařilo zemědělství, zejména pěstování cukrové řepy. Dále došlo k rozvoji lesního hospodářství, rybníkářství a textilního průmyslu. Jako mecenáš se věnoval umění a vědám. V Náchodě nechal rozšířit zámeckou knihovnu a archiv. V Ratibořicích se navíc podílel na organizování divadelních představení. Díky svým vojenským zkušenostem finančně podporoval různé spolky válečných vysloužilců, stal se prvním protektorem Ústředního spolku pro udržování válečných pomníků z roku 1866 a na svoje náklady nechal zřídit některé pomníky na hrobech padlých vojáků. V červnu 1901 byl povýšen do hodnosti generála jezdectva.
Vilémovi se narodilo celkem osm potomků, přičemž dědicem a následníkem v rodové sekundogenituře se měl stát jeho prvorozený syn František Josef. Ten ovšem ve věku dvanácti let onemocněl tuberkulózou a jeho stav se postupně zhoršoval. Nepomohl mu ani pobyt v sanatoriu v Görbersdorfu. Nakonec byl převezen do Ratibořic, kde 3. září 1881 zemřel. Jeho místo v následnictví tak zaujal jeho mladší bratr Bedřich.
Vilém kníže ze Schaumburg-Lippe zemřel 4. dubna 1906 na zámku v Náchodě.[zdroj?] Jen několik málo hodin po něm zemřela na zámku v Ratibořicích i jeho snacha, dánská princezna Louisa, manželka Vilémova syna Bedřicha. Pohřben je po boku své manželky Bathildis a prvorozeného syna Františka Josefa v rodové hrobce v levé části náchodského vojenského hřbitova, který nechal vybudovat (slavnostní vysvěcení proběhlo 25. června 1870).